# قلعه لب‌آب
قلعه لب‌آب  (به خط تاجیکی: ҷамоати деҳоти Қалъаи Лабиоб) جماعت و روستایی در کشور تاجیکستان است که در ناحیهٔ تاجیک‌آباد ناحیه‌های تابع جمهوری قرار دارد. جمعیت این جماعت ۸۵۴۰ است.

## لیست دهات تابعه
- بهار (Баҳор)
- تاجیک‌آباد (Тоҷикобод)
- درهٔ نظرک (Дараи Назарак)
- سرخ‌کوه (Сурхкӯҳ)
- سفیدآب (Сафедоб)
- سفیدمون (Сафедмун)
- غنیش‌آب (Ғанишоб)
- فتح‌آباد (Фатҳобод)
- قلعه (Қалъа)
- گل‌ریز (Гулрез)
- میرازیان (Миразиён)